# Willi Stoph
Willi Stoph (født 9. juli 1914 i Schöneberg, Berlin, Tyskland, død 13. april 1999 i Berlin) var en østtysk politiker, som var premierminister (formand for Ministerrat) i Deutsche Demokratische Republik (DDR) fra 1964−1973 og igen fra 1976−1989. Fra 1973−1976 var han landets statsoverhoved (formand for Staatsrat). Stoph tilhørte fra grundlæggelsen af DDR til landets sammenbrud dets inderste magtcirkel.
Stoph blev medlem af Kommunistischer Jugendverband Deutschlands i 1928 og i 1931 blev han medlem af KPD. Han tjente i Wehrmacht fra 1935 til 1937 og igen under 2. verdenskrig fra 1940 til 1945. Han blev hædret med Jernkorset og blev underofficer.
Efter dannelsen af DDR blev Stoph medlem af Sozialistische Einheitspartei Deutschlands centralkomité og af Volkskammer i 1950. Han var indenrigsminister 1952−1955 og forsvarsminister 1956−1960. Fra 1964−1973 var han formand for Ministerrat. Efter Walter Ulbrichts død i 1973 blev han formand for Statsraat og dermed statstoverhoved. Efter valget til Volkskammer i 1976 skete der omrokeringer i partiets ledelse, og Stoph blev atter formand for Ministerrat. Som premierminister førte han en serie forhandlinger med den vesttyske kansler Willy Brandt i 1970.
I forbindelse med de omfangsrige demonstrationer i DDR i oktober 1989 trådte Erich Honecker og samtlige 44 medlemmer af Honeckers kabinet, herunder Stoph, tilbage den 7. november 1989. Honecker blev den 8. november afløst af Egon Krenz og Stoph af Hans Modrow. Stoph blev anholdt for korruption i december samme 1989, men slap allerede i februar 1990 for fængsel grundet dårligt helbred. I 1994 afgjorde forvaltningsdomstolen i Berlin, at han ikke skulle have sin beslaglagte opsparing på 200.000 D-Mark retur.